# Одесский залив (Охотское море)
Оде́сский зали́в — залив на юге Охотского моря, врезается в западное побережье острова Итуруп Сахалинской области России. Залив расположен между двумя мысами: Итопирикаси и Одесский. От залива Доброе Начало Одесский залив отделяется полуостровом Атсонупури, на котором расположен вулкан Атсонупури высотой 1205 м.
С восточной стороны в залив впадает несколько ручьёв, в том числе Кратерный и Рыбацкий.
Всё побережье залива занимает территория государственного природного заказника Островной.